# Брат из космоса
«Брат из космоса» (итал. Fratello dello spazio, исп. Hermano del espacio) — фантастический фильм режиссёра Марио Гариаццо с главными ролями Агостины Белли и Мартина Болсама.

## Сюжет
Громадный космический корабль с инопланетянами летит к Солнечной системе. Для разведки на планетах он отправляет небольшой разведывательный бот с тремя членами экипажа на борту. На разведботе происходит авария, и космонавты вынуждены катапультироваться в специальных капсулах. Из трёх катапультирующихся выживает только один — он сумел приземлиться на Земле.
Как всегда инопланетянин должен избегать официальных представителей Земли, особенно военных ведомств — они видят в нём угрозу и хотят уничтожить. Пришелец вступает в контакт с некоторыми землянами. Из всех он выбирает добрую девушку Дженни, учительницу музыки, которая плохо видит и доброжелательно настроенного священника, отца Говарда. Выясняется, что инопланетянин не хочет никого уничтожать и хочет делать только хорошее. Он готов дружить с каждым человеком, а больше всего ему хочется домой. Его товарищи-пришельцы ищут его, но время у них заканчивается. Вернётся ли гость в свой дом или останется на Земле?

## В ролях
- Мартин Болсам — Отец Говард
- Агостина Белли — Дженни
- Сильвия Тортоса — Эвелин (Эвелин сильвия Тортоста Дэвис)
- Уильям Бергер — полковник Грант
- Джоффри Рейли
- Джон Донован
- Эдуардо Фахардо — Эдвард Гамильтон
- Мануэль Гальярдо — Грегори Калтер

## Интересные факты
- Первый показ фильма состоялся 21 июня 1988 года в Западной Германии
- Режиссёр, и одновременно сценарист этого фильма Марио Гариаццо выступает под сценическим псевдонимом Рой Гаррет
- В фильме присутствуют спецэффекты, особенно в сценах с инопланетянами, но эти эффекты сейчас кажутся довольно простыми
- Этот фильм сравнивают с фильмами «Инопланетянин», «Длина волны» и «Отдалённые огни»